# Lomnitztalsperre
Die Lomnitztalsperre (Karkonosze zapora; Zapora na Łomnicy, auch: Talsperre Brückenberg) bei Krummhübel (Karpacz, Wojewodschaft Niederschlesien) liegt in der Nähe der Schneekoppe (Śnieżka), des größten Berges im Riesengebirge, im Tal der Łomnica (Große Lomnitz) im südwestlichen Polen.
Die Talsperre wurde nach den Erfahrungen des Katastrophenhochwassers von 1897 zum Zweck des Hochwasserschutzes gebaut.
Der Stausee ist vergleichsweise klein.
Die gekrümmte Gewichtsstaumauer aus Bruchsteinmauerwerk entspricht dem Intze-Prinzip. Sie hat in der Mitte der Staumauer eine Hochwasserentlastung mit fünf Öffnungen.

## Bildgalerie

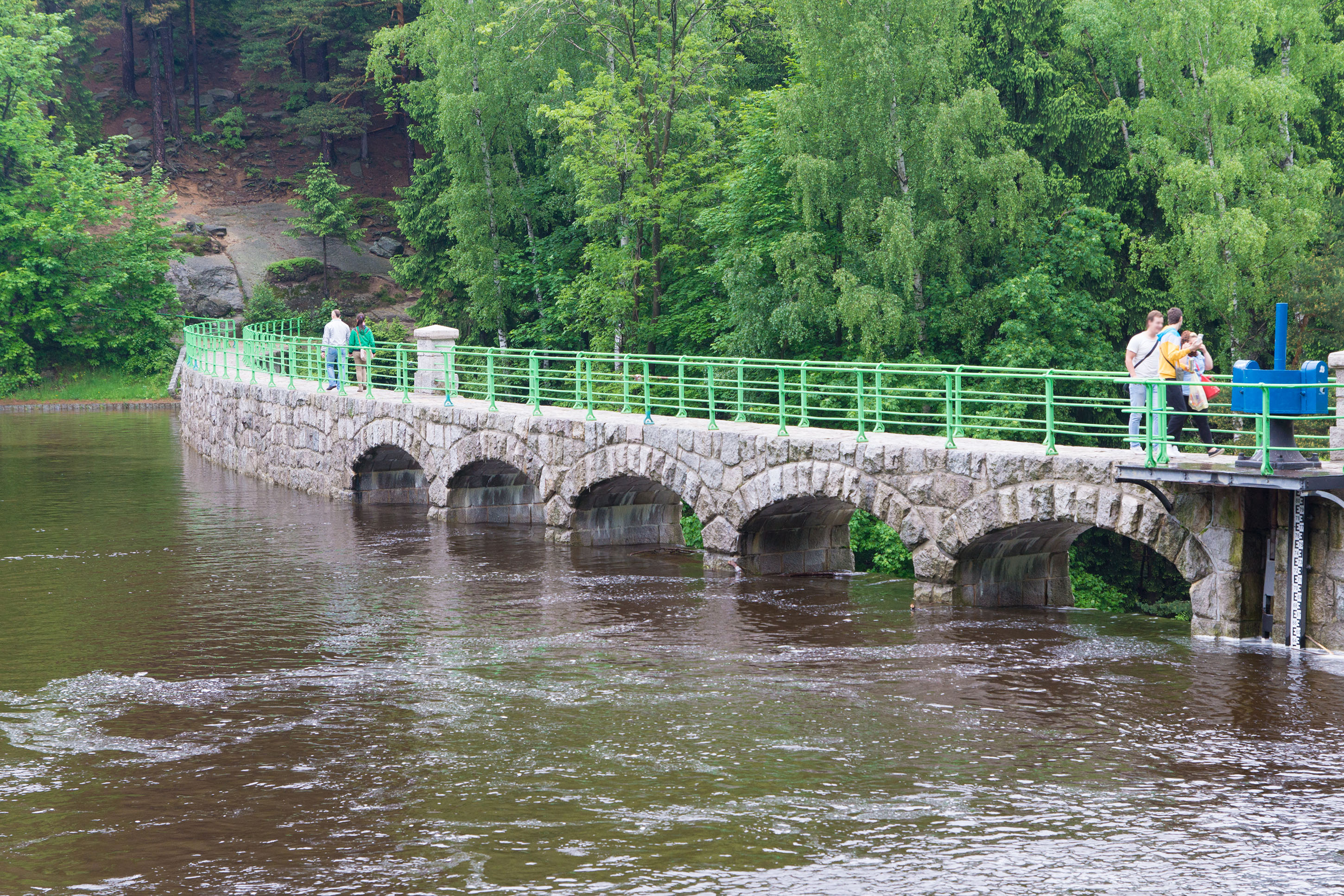

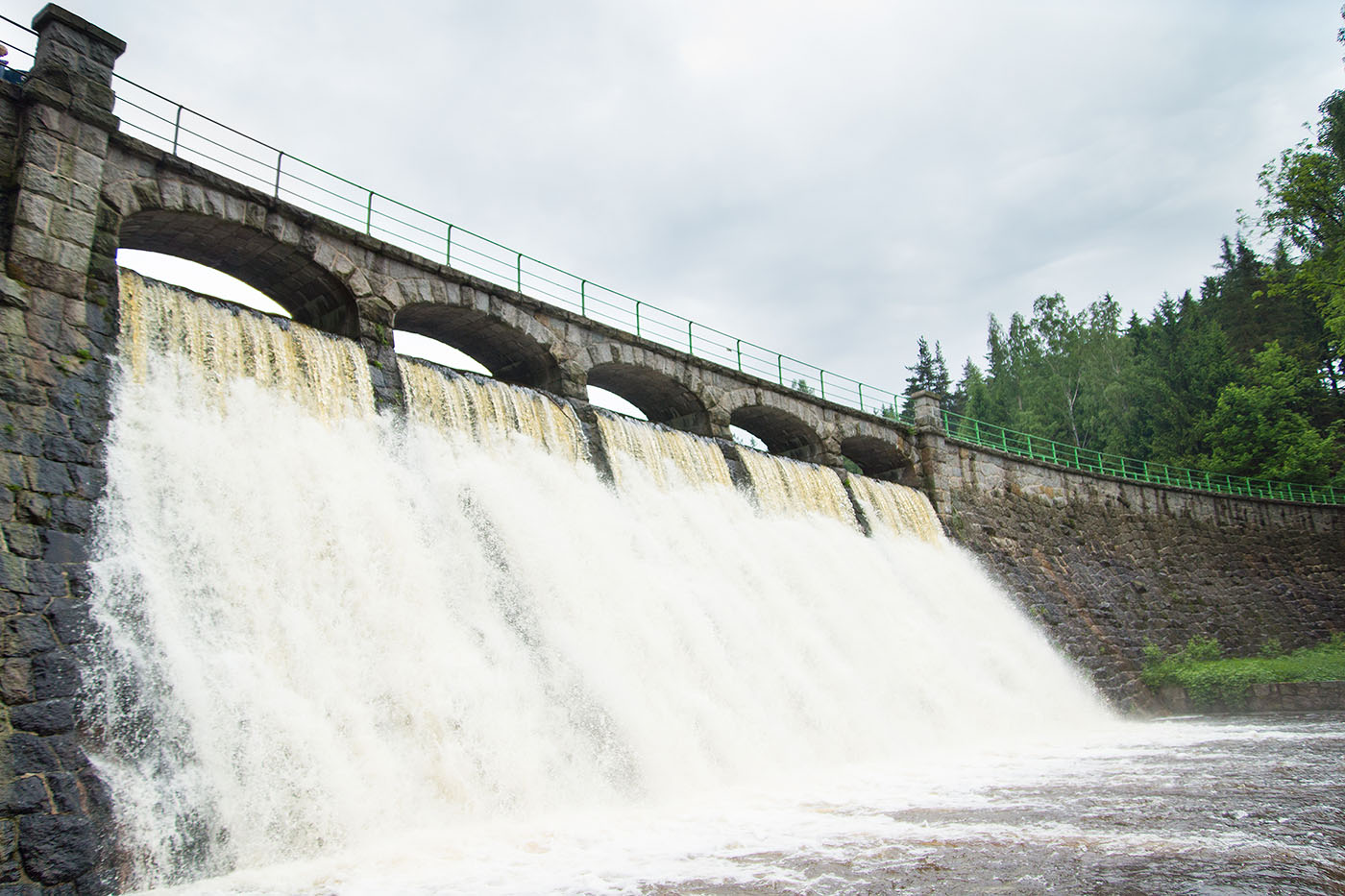